# Al Jubah (huyện)
Huyện Al Jubah là một huyện thuộc tỉnh Ma'rib, Yemen. Đến thời điểm năm 2003, huyện này có dân số 21093 người